# Коджа Захария
Коджа Захария (на албански: Koja Zaharia, на италиански: Coia Zaccaria; † 1442 г.) е албански благородник от XV век.

## Произход
Коджа Захария е от знатния род Захария и в документи от Дубровнишката република е посочен като Койчин или Гойчин. Това е причината много учени като Николае Йорга и Константин Иречек погрешно да смятат, че той е идентичен с Гойчин Църноевич.

## Живот
До 1395 г. Коджа Захария е кастелан на крепостта Шати, като служи на Константин Балшич и Георги II Страцимирович Балшич. През 1395 г. Константин Балшич отстъпва Шати, Шкодра и Дриваст на Венецианската република (с цел да се създаде буферна зона между неговото Княжество Зета и Османската империя), но Захария отказва да позволи на венецианците да поемат контрола над Шати.
През 1396 г. Коджа Захария превзема крепостта Дан и се провъзгласява за лорд на Шати и Дан („dominus Sabatensis et Dagnensis“) и управлява тези земи като османски васал. През октомври 1400 г. Коджа предлага на венецианците да симулират битка, в която той и братовчед му Димитър Йонима да се преструват, че губят владенията си в замяна на предоставяне на 500 дуката годишно. Венецианците не отговарят веднага и Захария се връща при султана. През 1402 г., заедно с други албански васали, той се бие заедно със силите на Баязид I в битката при Анкара.
През 1403 г., една година след като османците са победени в битката при Анкара, Коджа заедно с Димитър Йонима приема венецианския сюзеренитет.

## Семейство
Коджа Захария се жени за Божа (Боша или Боксия), дъщеря на Лека Дукагини. От този брак се раждат:
- Лека Захария
- дъщеря с неизвестно име, омъжена за Георги III Църноевич
- Боля, омъжена през 1412/1413 г. за Балша III, от когото има три деца:
  - син († 1415, дете)
  - Елена († 1453), омъжена за Стефан Косача, войвода на Захумлие
  - Теодора († след 1456), омъжена за босненския войвода Петър II Войсалич.

През 1421 г. Балша III неочаквано умира и тъй като не оставя мъжки наследник (синът му умира невръстен), за негова наследница е обявена майка му Елена, а вдовицата му Боля заедно с двете им малки дъщери Елена и Теодора се връща при баща си.
Според хърватския историк Киро Трухелка Боля Захария е омъжена за Петър I Войсалич (вер. втори брак), докато според Алекса Ивич тя става съпруга на босненеца Петър I Павлович, един от синовете на Павле Раденович.
Коджа Захария умира преди 1442 г. Съпругата му Божа умира 6 години по-късно на 19 септември 1448 г. в Шкодра, когато много хора загиват по време на пожар в града.